# CV-391
La CV-391 es una carretera provincial valenciana que une las poblaciones de Villar de Olmos y Villar de Tejas con Requena, en su inicio, a través de la CV-395, y con Utiel, en su final, a través de la CV-390. La mayor parte de la carretera transcurre por la comarca de la Plana de Utiel-Requena, aunque también lo hace por la comarca de los Serranos. Es competencia de la Diputación de Valencia.

## Trazado
La CV-391 inicia su recorrido a 1 kilómetro al norte de Requena, en una rotonda en la que se cruza con la CV-395, que sale de Requena en dirección Chera, y con la Autovía A-3 a la altura de su salida 289. Tras 14 kilómetros, llega a Villar de Olmos, pedanía de Requena dividida en dos núcleos separados por 1 kilómetro de distancia y unidos por la propia CV-391. Tras esto, cruza a la comarca de los Serranos para llegar, a la altura del kilómetro 20, a Villar de Tejas, en el municipio de Chelva. Pasado el núcleo de población, la carretera vuelve a la comarca de la Plana de Utiel-Requena cruzando la Sierra del Negrete por el Puerto del Negrete, llegando a una altitud de 1240 m s. n. m.. El paso se realiza por la vertiente oeste del propio pico del Negrete para continuar el descenso por su cara sur, llegando, en el kilómetro 30, a la pedanía utielana de El Remedio, en la que se encuentra la Ermita del Remedio. Finalmente, pasado el kilómetro 32 llega a Casas de Medina, otra pedanía de Utiel, lugar en el que finaliza su trazado al cruzarse con la CV-390, que continúa hasta Utiel.

## Puntos de interés y curiosidades
De todas las carreteras que cruzan la sierra del Negrete, frontera natural entre las comarcas de la Plana de Utiel-Requena y la Serranía, la CV-391 es la que lo hace por el punto más alto, muy cerca de los picos del Negrete y del Remedio, que constituyen las cumbres más elevadas de la sierra. El paso, a través del puerto del Negrete, es frecuentado por ciclistas que realizan su ascensión. A este efecto, existen señales instaladas por la Diputación de Valencia que informan, a cada kilómetro, de la distancia hasta la cima así como de las pendientes media y máxima en el próximo kilómetro. 
Esta característica también la convierte en la carretera que da acceso al puesto de vigilancia contra incendios (PPIF del Negrete) y al repetidor de televisión y telecomunicaciones, instalados ambos en el pico del Remedio, el más alto de la sierra del Negrete, y a los que se accede por un camino de servicio no asfaltado que conecta con la CV-391 muy cerca de la cima del puerto del Negrete.
La CV-391 también constituye el tramo final de la conexión entre Utiel y la ermita del Remedio, en la que se encuentra su patrona, la Virgen del Remedio. Todos los años, el 6 de septiembre se celebra una romería que recorre los 10 kilómetros que separan la ermita del pueblo, 3 de ellos correspondientes a la CV-391, para trasladar a la patrona a Utiel con motivo de la celebración de las fiestas patronales. Esta romería se repite en sentido inverso el último domingo de octubre, para devolver a la Virgen a su ermita.
- Datos: Q56479038